# La noche de Tlatelolco: Testimonios de historia oral
La noche de Tlatelolco: Testimonios de historia oral es una crónica de la periodista mexicana Elena Poniatowska basada en la matanza estudiantil sucedida durante el 2 de octubre de 1968 en la Plaza de las Tres Culturas, ubicada en el Conjunto Urbano Nonoalco Tlatelolco, en Ciudad de México.
Poniatowska recogió una serie de testimonios que recogen el pensamiento y sentimiento de personas a favor y contra el movimiento estudiantil. La segunda parte del libro se trata de la noche del masacre y los sentimientos de los estudiantes, víctimas y familia. Los testimonios empezaron a recogerse en octubre y noviembre de 1968 y continuaron hasta 2 años después y el libro se publicó en 1971.
La obra debió ser corregida por la autora tras decisión judicial a solicitud de Luis González de Alba, en cuyo libro Los días y los años se inspiró Poniatowska.

## Hechos en los que se basa
La matanza de Tlatelolco ocurrió al final de una etapa de grandes cambios políticos en México. Mientras el movimiento estudiantil hacia una democracia más abierta y participativa, el presidente Gustavo Díaz Ordaz usaba tácticas de represión con el propósito de que los niveles de tensión social disminuyeran y no arruinaran la imagen de México ante el mundo, en anticipación de los Juegos Olímpicos de México 1968 cuyo inicio estaba programados para el 12 de Octubre. Esas tensiones llegaron a un punto de quiebre el 2 de Octubre en la Plaza de las Tres Culturas cuando los soldados del ejército mexicano empezaron a disparar a los manifestantes. El gobierno mexicano intentó echar la culpa a los estudiantes, y la historia oficial habló de provocadores violentos en la multitud, aunque investigaciones subsecuentes han mostrado que la violencia se inició con el ejército.
En la matanza de Tlatelolco perdieron la vida decenas de civiles, principalmente estudiantes, a manos del ejército y la policía, presuntamente por órdenes del presidente Díaz Ordaz y su secretario de Gobernación, Luis Echeverría Álvarez. Las cifras oficiales del Gobierno en turno señalaban 40 personas muertas, mientras algunos periodistas, escritores y testigos presenciales estiman que la cifra pudo haber sobrepasado las 200 víctimas. Todavía no existe un consenso ni un número exacto.
Además de Poniatowska, otros escritores mexicanos plasmaron los hechos, siempre negados oficialmente, en varias obras hoy clásicas, entre ellos Carlos Monsiváis y el Premio Nobel de Literatura, Octavio Paz. También quedaron plasmados en las letras del cantautor José de Molina, del trovador Fernando Delgadillo con la canción "No se olvida" y en obras cinematográficas como Rojo Amanecer, de Jorge Fons.

## Estructura
El libro está dividido en dos secciones temporales. La primera parte, titulada «Ganar la calle», remite a los sucesos anteriores al 2 de octubre, el movimiento estudiantil y la gente de su alrededor, y el ambiente de la época antes del masacre. 
La segunda parte, titulada «La noche de Tlatelolco», inicia con un poema de Rosario Castellanos, la cual (junta con las pequeñas introducciones de Poniatowska en cada parte) forma la poca narración formal de la obra. Esta sección se centra en las narraciones de los hechos del 2 de octubre y los testimonios de estudiantes y víctimas. La crónica se completa con una cronología de los sucesos y una serie de fotografías, a modo de fotoensayo, que Poniatowska seleccionó, solicitándolas prestadas a reporteros de las redacciones de los diarios Excélsior, El Universal y Novedades, medios de comunicación donde ella misma trabajaba. Las fotografías se cedieron con la condición de que no relevara las fuentes, ya que se trataba de un asunto censurado y los medios y los reporteros temían represalias de un gobierno que ya había demostrado su actitud violenta hacia la protesta.

## Trama
El libro comienza con un sentimiento de euforia, propio de ánimo de los estudiantes que pensaban que habían modificado el signo de los tiempos con su capacidad de movilización. Poniatowska comienza describiendo a ese grupo humano, ajeno al sangriento final de su júbilo:

Son muchos. Vienen a pie, vienen riendo. Bajaron por Melchor Ocampo, la Reforma, Juárez, Cinco de Mayo, muchachos y muchachas estudiantes que van del brazo en la manifestación con la misma alegría con que hace apenas unos días iban a la feria; jóvenes

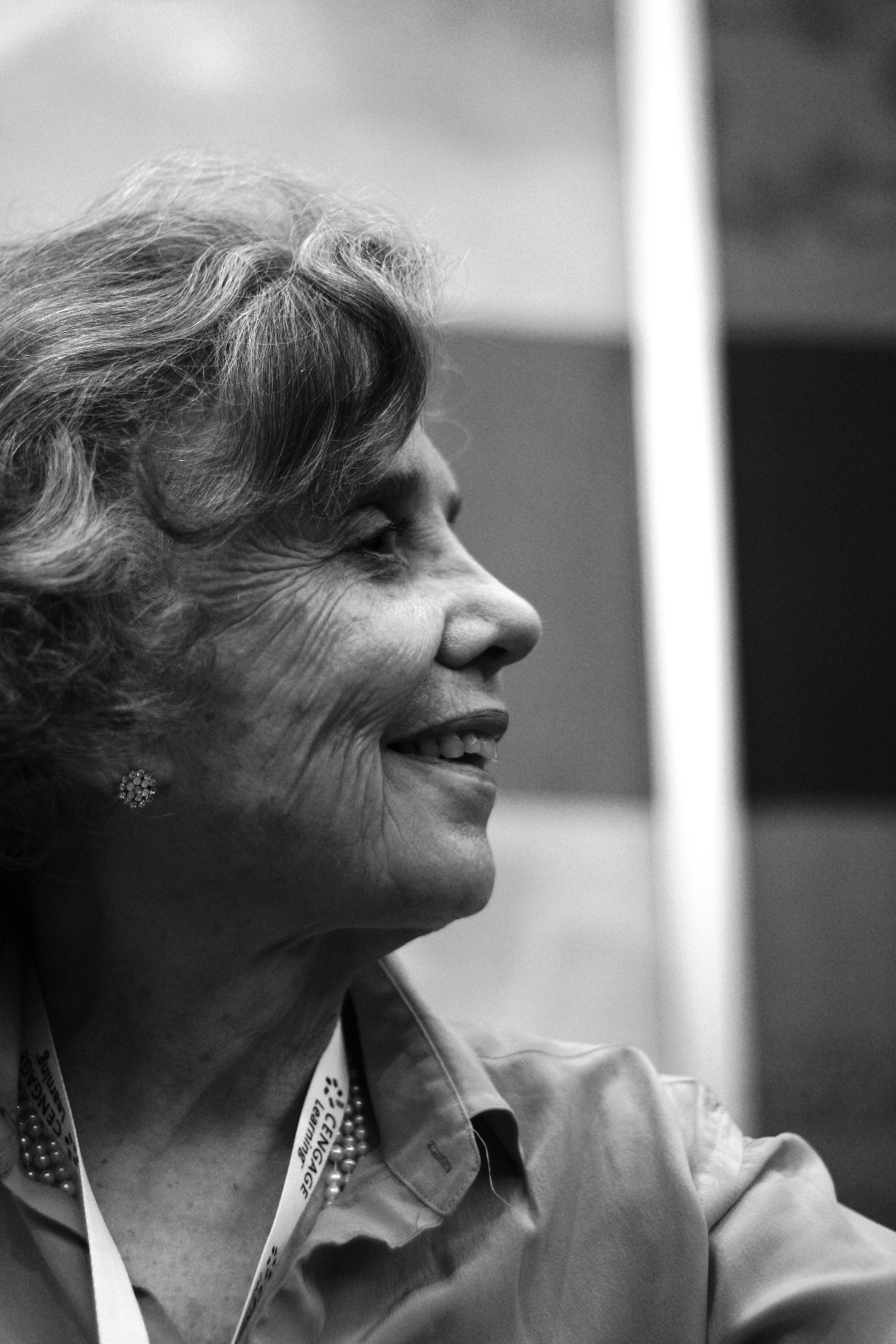
Elena Poniatowska

despreocupados que no saben que mañana, dentro de dos días, dentro de cuatro, estarán allí hinchándose bajo la lluvia, después de una feria en donde el tiro al blanco lo serán ellos.
Elena Poniatowska en La noche de Tlatelolco

A partir de esta descripción, se suceden los testimonios. Se organiza el libro por varias citas que parecen no tener nada que ver con las demás, pero dejan que el lector tenga una imagen del movimiento y la matanza que está basada en varios puntos de vista y no solo lo de la autora. Los personajes son muy diversos: la mayoría, estudiantes que se implicaron en los hechos, algunos líderes estudiantiles, representantes del Movimiento Estudiantil Popular (MEP) o del Consejo Nacional de Huelga (CNH), dirigentes de protestas, muchos de ellos encarcelados en la prisión de Lecumberri durante años y víctimas de torturas policiales. También, en otros casos, individuos que delataron o de quienes se sospechó de delación.
Otras voces fueron las de familiares, conocidos, amigos, profesores, maestros, escritores famosos o intelectuales cercanos a la causa. Se añadieron extractos de noticias periodísticas, reseñas informativas, artículos de opinión e incluso actas oficiales extraídas de documentación oficial del ejército, que se trenzan con los testimonios. Poniatowska agrega sus propios pensamientos al inicio de cada de las dos partes del libro, firmado bajo sus iniciales «E.P.»
Comienza la segunda parte del libro con un poema escrito por Rosario Castellanos sobre la matanza. Tras éste, interviene Poniatowska argumentando su elección del método polifónico para la obra. Continúan los testimonios, ahora plasmando los hechos del 2 de octubre desde las cinco de la tarde. Las voces pertenecen ahora a personas testigos y protagonistas.

## Técnica
El libro tiene su origen en un conjunto de entrevistas que la autora realizó. Primero, visitó la cárcel con los presos políticos y más tarde habló con gente de la calle, incluso con personas ajenas o contrarias a este movimiento social.
La novela Hasta no verte Jesús mío de Poniatowska, hasta cierto punto, le preparó para la empresa llevada a cabo en este libro: ser receptora de la historia ajena y trasladar sus experiencias. Otra experiencia anterior fue visitando la cárcel de Lecumberri durante la huelga de los ferrocarrileros de 1958. En aquella ocasión, conversó con los presos. A partir de entonces, la autora recorrió los barrios más pobres de la ciudad.
Carlos Monsiváis señaló que, con obras como la de Poniatowska, el género de la crónica se renueva, superando un espacio de estampería costumbrista o celebración del temperamento mundano de quien la firma.
Otra manera que separa este texto contra de otros libros basados en hechos reales, es todas las fuentes diferentes añadidas por Poniatowska. A lo largo del libro, había incluido bastantes fotos para los lectores tienen una buena representación visual de la progresión en los eventos. También las fotos muestran toda la violencia y no eran censurados. 
En el caso de recursos literarios usado por Poniatowska, empezó el libro con presagios. Al principio, en la introducción describe la felicidad de la gente y pone énfasis en la falta de violencia. Esto produce anticipación y suspenso para los lectores. Esto era una manera de avisar los lectores inmediatamente que la historia sería cruel. 
Según Harris, otro recurso literario más importante que se puede encontrar en el texto es yuxtaposición. Esta técnica la utilizó para demostrar el caos de estar en la mitad de la masacre de Tlatelolco. También, los diferentes puntos de vista. Las voces presentadas son de los estudiantes, espectadores inocentes, miembros del gobierno, soldados y la prensa. En cada frase citada, incluye su nombre, ocupación,  así como la fecha. A lo largo del libro, Poniatowska incluyó algunas de las voces de las personas continuamente para los lectores pueden seguir la progresión de su propia historia. Estos detalles importantes hacen el texto más valioso.  A través de las perspectivas diferentes, Poniatowska utiliza yuxtaposición. El uso de yuxtaposición demuestra el desorden en la historia. Por ejemplo, en el caso de quien empezó a tirar las balas, hay contradicciones por ambos lados de los estudiantes, los soldados y miembros del gobierno.  Pero para justificar la voz de la gente inocente, ella pone mucha más evidencia que disuelve las dudas y deja claramente situado al gobierno como agresor. 
Otra manera que demuestra yuxtaposición es a través de los testimonios del número de heridas y muertos. Poniatowska incluye varias títulos de periódicos de diferentes partes del mundo que ha reportado sobre Tlatelolco. El número de muertos documentado empezó 20 y alcanzó hasta 325. Esto muestra el caos en esa época y como los datos podrían ser mezclados especialmente en el caso de la prensa. Estaa masacre es un crimen contra la humanidad y una transgresión contra los derechos humanos. Las estrategias usadas intensifican la experiencia del lector, conmoviéndolo por palpar directamente el terror, al acercar al lector al testimonio individual de cada persona.

## Interpretaciones
A través de este libro, Poniatowska enseña que preservando la historia tiene un gran significativo. A pesar de los eventos desafortunados, es importante aprender y documentar cada detalle sin censura para preservar el pasado precisamente para nunca se olviden de la tragedia. También es importante notar que la historia se enfoca en los mexicanos de la clase trabajadores. A través de los diferentes puntos de vista, aprendemos de la gravedad de todos los resultados pasados por cada familia. 
Hay un constante interés por entender las causas, es decir, los roces del conflicto entre el movimiento estudiantil y las fuerzas que lo reprimieron.
La obra conjuga dos ingredientes básicos de su trayectoria como complementaria: el periodismo y la literatura. Muestra una composición y configuración propias, pero trata de mostrar los hechos de un modo más auténtico posible.
Según Cervera, la experiencia de leer esta obra trasciende de su propio valor literario, ya que supera el reportaje sobre el hecho inmediato y supone un acto de confrontación directa con el horror de un hecho real.
El poeta, y amigo de la autora, José Emilio Pacheco, establece un paralelismo entre estos sucesos y esta obra con la Crónica de los vencidos y el estudio antropológico Visión de los vencidos, que recogen los acontecimientos de la conquista de América desde la perspectiva de los pueblos avasallados.
Precisamente, el espacio donde ocurrió la matanza estudiantil sucedida durante el 2 de octubre de 1968; la Plaza de las Tres Culturas,  contiene restos arqueológicos procedentes de la civilización Tlatelolca, Española y Mexicana moderna.

## Trascendencia
Anadeli Bencomo ha señalado que la intervención periodística-literaria de Poniatowska con esta obra la convirtió casi inmediatamente en leyenda de "una nueva prosa democratizadora", atenta a las voces de distintos sectores de la sociedad.
Para Vicente Cervera, uno de los máximos logros de Poniatowska será no sólo la recopilación, sino la composición. Es decir, ser capaz de describir una secuencia dentro de un caos de voces de perfiles tan diversos. Esta capacidad de síntesis y montaje puede llegar a producir efectos de contraste agudo u ocasionar estados de rechazo y piedad, que finalmente desembocan en una catarsis. Así, crónicas como la de Poniatowska convocan el horror, muestran "las heridas y cicatrices que no deben volver a reproducirse, al menos mientras haya lectores que recojan la información y cautericen con ellas el dolor".

## La capacidad de los jóvenes
Cuando se piensa en la juventud usualmente no se piensa de una manera positiva. Y no es que ellos tengan la culpa de que los pensemos así. A través de generaciones hasta hace muy poco tiempo la cultura ha dejado en un nivel muy bajo a los jóvenes.
La juventud es la parte de la vida en donde se deja de ser niño para madurar y así poder ser un adulto. Esto no quiere decir que en este lapso se sea completamente indefenso o totalmente maduro, la definición misma lo dice, es una fase transitoria.
La sociedad tiene un falso estereotipo de los jóvenes, debido a esto a los jóvenes se les ponen muchos límites, al mismo tiempo que se les carga de obligaciones y responsabilidades. Gustavo Gordillo, delegado de la Escuela Nacional de Economía de la UNAM ante el CNH opina en La Noche de Tlatelolco de Elena Poniatowska:

"Se nos dice continuamente: ‘Ustedes son el futuro del país’. Pero se nos niega continuamente cualquier oportunidad de actuar y participar en las decisiones políticas del presente… Nosotros queremos y podemos participar ahora, no en setenta años…"
 (Poniatowska, 2008, pág. 18)

Los padres, primero que nadie, son quienes ponen estos límites y responsabilidades a sus hijos. Existe una visión moral de las cosas pero, no se debe de caer en el error de prohibir y castigar ignorando las razones y viendo superficialmente las acciones y pensamientos de los jóvenes.

“Cada uno se encierra en su medio. Los adultos ven cualquier cosa de la juventud como una agresión a sus principios y a sus bases morales.”
 (Poniatowska, La noche de Tlatelolco, 2008, pág. 23)

dice Gustavo Gordillo, del CNH.
La educación es parte fundamental en esta etapa de la vida, distante de la educación que cada familia otorga a sus hijos, pero no contraria ni estorbosa. La escuela es el lugar en el que se termina de dar forma a cada individuo después de ser basado en casa, donde se le dan herramientas para vivir y desarrollarse individual y colaborativamente en diferentes ambientes y situaciones en la vida. Tal y como dice el rector Javier Barros Sierra, en el texto de su renuncia a la Junta de Gobierno de la UNAM, el 23 de septiembre de 1968:

Los problemas de los jóvenes sólo pueden resolverse por la vía de la educación, jamás por la fuerza, la violencia o la corrupción. Ésa ha sido mi norma constante de acción y el objeto de mi entrega total, en tiempo y energías, durante el desempeño de la rectoría.
 Poniatowska, La noche de Tlatelolco, 2008, pág. 75

Este lugar es donde se les prepara a los próximos adultos, gobernantes, profesionistas, artistas, modelos a seguir para una vida llena de virtud y éxito. Por esto es que se tiene que ver hacia el futuro para poder heredar un mejor lo que sea que esté en nuestras manos para que por lo menos tengan los mismos recursos y oportunidades que nuestra generación tuvo. Pedro Tamariz, maestro de la Escuela Erasmo Castellanos Quinto en la Ciudad de México, comenta:

Los jóvenes está enojados. Tienen derecho a construir su mundo. Está justificado su furor. Hay que reconocerlo con humildad y esto sólo es una forma de purgar nuestros defectos y deficiencias. Nuestra herencia es mala, nuestra actitud hacia la vida pésima. Hemos engendrado una juventud rebelde, incomprendida, sin un presente y un futuro libres y soberanamente elegidos.
 Poniatowska, La noche de Tlatelolco, 2008, pág. 22

No cabe duda de que los jóvenes tendrán el dominio y poder de nuestro destino próximo; la familia, en casa, y la educación, en la escuela, juegan un importantísimo papel en su formación.
Las capacidades de cambio de nuestros jóvenes dependerán del mundo que les heredemos, así como de qué tan responsablemente los formamos.
Gilberto Guevara, del CNH manifiesta:

Estoy convencido de que el futuro de este país pertenece a los jóvenes de mi generación.
 Poniatowska, La noche de Tlatelolco, 2008, pág. 137

## Obras derivadas
La película Rojo amanecer, basada en los mismos hechos, reproduce literalmente algunos de los testimonios del libro de Poniatiowska.